# Mats Lindmark
Mats Lindmark (* 21. Oktober 1974 in Umeå) ist ein ehemaliger deutsch-schwedischer Eishockeyspieler, der zuletzt in der Saison 2009/10 beim ESV Kaufbeuren in der 2. Eishockey-Bundesliga auf der Position des Verteidigers spielte.

## Karriere
Mats Lindmark begann seine Karriere 1993 bei Skellefteå AIK in der schwedischen Division 1. Dort verteidigte er für drei Saisons, um 1996 zum IK Pantern zu wechseln. Im Kader des IK stand Lindmark für zwei Saisons, ehe es ihn nach Deutschland an den Main zum ERC Haßfurt zog. Die nächsten drei Saisons spielte er beim EC Peiting. In der darauffolgenden Saison wurde er beim EV Landshut unter Vertrag genommen. In Landshut stand Mats Lindmark für zwei Saisons auf dem Eis. 2004 unterschrieb er bei den Lausitzer Füchsen, für welche er zwei Saisons spielte. Zur Saison 2006/07 zog es Lindmark unter die Alpspitze zum 10-fachen Deutschen Meister SC Riessersee, der zu dieser Zeit in der Oberliga antrat. Mit dem SC Riessersee gelang ihm in der Saison 2006/07 der Aufstieg in die 2. Bundesliga. Im Jahre 2008, als er noch beim SCR unter Vertrag stand, nahm Mats Lindmark am ESBG-Allstar-Game für das Team Schwarz-Rot-Gold teil, welches dem Team United Nations, bei dem sein SCR-Kollege Mark McArthur mitspielte, mit 10:14 unterlag. In den Saisons 2007/08 und 2008/09 lief Lindmark als Alternate Captain für den SCR auf. In der Saison 2009/10 verteidigte Mats Lindmark für den ESV Kaufbeuren in der 2. Bundesliga. Dies sollte die letzte Station seiner Profikarriere sein.

## Erfolge und Auszeichnungen
- 2000 Aufstieg mit dem EC Peiting in die Oberliga
- 2007 Aufstieg mit dem SC Riessersee in die 2. Bundesliga

## Karrierestatistik
(Legende zur Spielerstatistik: Sp oder GP = absolvierte Spiele; T oder G = erzielte Tore; V oder A = erzielte Assists; Pkt oder Pts = erzielte Scorerpunkte; SM oder PIM = erhaltene Strafminuten; +/− = Plus/Minus-Bilanz; PP = erzielte Überzahltore; SH = erzielte Unterzahltore; GW = erzielte Siegtore; 1 Play-downs/Relegation; Kursiv: Statistik nicht vollständig)

1inklusive Vorgängerligen „1. Liga“ (1994–1998) und „Bundesliga“ (1998–1999)